# جون رانكين (إبطالي)
جون رانكين (بالإنجليزية: John Rankin)‏ (5 فبراير 1793 - 18 مارس 1886)، كاهن مشيخي ومثقف وإبطاليّ (مناهض للاسترقاق ومؤيد لإبطال شرعيته القانونية) أمريكي. بعد انتقاله إلى ريبلي، أوهايو، عام 1822، أصبح معروفًا بكونه أحد اوائل «مرشدي» طريق الحرية السريّ (سكة حديد تحت الأرض) في أوهايو وأكثرهم نشاطًا. تأثر الإبطاليون البارزون من فترة ما قبل الحرب الأهلية الأمريكية مثل ويليام لويد غاريسون وثيودور دوايت ويلد وهنري وارد بيتشر وهيريت بيتشر ستو بكتابات رانكين وجهوده في الحركة المناهضة للاسترقاق.
عندما سُئل هنري وارد بيتشر بعد نهاية الحرب الأهلية الأمريكية، «من ألغى الاسترقاق؟» ، أجاب: «القس جون رانكين وأبناؤه».

## مسيرته المهنية المبكرة

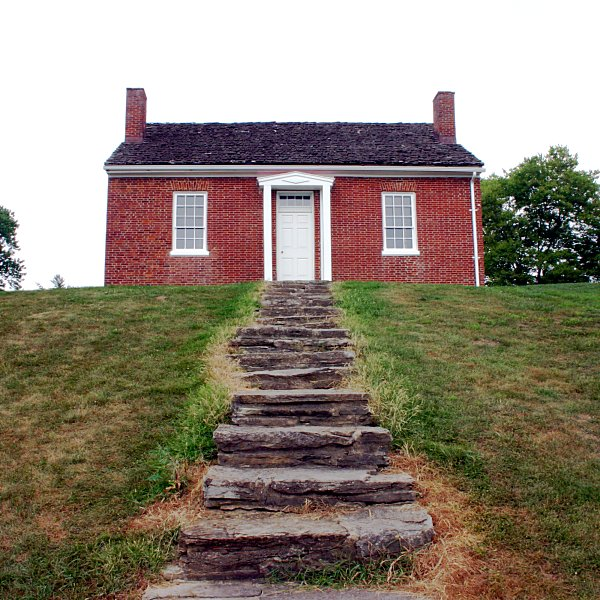
منزل رانكين، على تل ليبرتي هيل في ريبلي، أوهايو

ولد رانكين في داندريدج، مقاطعة جيفرسون، تينيسي، لريتشارد وجين (ستيل) رانكين، وترعرع في منزل كالفيني متشدد. كان والداه متعلميّن، وهو ما كان أمرًا غير معتاد في منطقة نائية. كانا مشيخيين مخلصين، وحصل أطفالهما على تربية دينية. كانت جين من أشد المعارضين للاسترقاق.
ابتداءً من سن الثامنة، تأثرت رؤية جون للعالم وإيمانه الديني بشدة بشيئين - انبعاث الصحوة الكبرى الثانية التي كانت تجتاح منطقة أبالاشيا، والمراحل الأولى لتمرد العبيد بقيادة غابرييل بروسر عام 1800.
كانت لمدرسة جون جدران خشبية وأرضية ترابية. تمكن من الالتحاق بكلية واشنطن، تحت إشراف القس صموئيل دواك، وهو إبطاليّ مُعلِن عن مناهضته للاسترقاق؛ وتخرج عام 1816. بعد التخرج، كان كاهنًا للكنيسة المشيخية في أبينجدون، ولكن لأن آراءه المناهضة للاسترقاق لم تكن موضع ترحيب، غادر تينيسي عام 1817، ولم يعد أبدًا.
لم يكن رانكين موهوبًا في التحدث أمام الجماهير، إذ كان يعمل بجد في أثناء وجوده في الكنيسة المشيخية في مقاطعة جيفرسون فقط ليستطيع تقديم موعظة جيدة. مع ذلك، في غضون بضعة أشهر، ورغم وضع ولاية تينيسي بصفتها من الولايات التي ما زال فيها الاسترقاق قانونيًا، استجمع شجاعته للتحدث ضد «جميع أشكال القمع» ومن ثم، على وجه التحديد، الاسترقاق. كان أحد مؤسسي جمعية مانومشن (تحرير السيد للرقيق في حوزته) في تينيسي عام 1815. وقد صُدم عندما ردَّ الأكبر منه سنًا على ذلك بقولهم له إنه يجب أن يفكر في مغادرة تينيسي إذا كان ينوي مناهضة الاسترقاق من فوق المنبر مرة أخرى. كان يعلم أن إيمانه لن يسمح له بالاحتفاظ بآرائه لنفسه، لذلك قرر عام 1817 الانتقال مع عائلته عبر نهر أوهايو إلى بلدة ريبلي، في ولاية أوهايو الحرة، حيث سمع من أفراد الأسرة أن عددًا من مناهضي الاسترقاق من فيرجينيا قد استقروا.
في الطريق إلى الشمال، توقف رانكين للوعظ في ليكسينغتون وباريس، كنتاكي، وعلم بحاجة كنيسة كونكورد المشيخية في كارلايسل بولاية كنتاكي إلى كاهن. كان رعايا الكنيسة منخرطين في الأنشطة المناهضة للاسترقاق منذ عام 1807، عندما شكلوا هم واثنتا عشرة كنيسة أخرى جمعية كنتاكي لإبطال الاسترقاق، عزز المستمعون هناك من آراء رانكين العميقة المناهضة للاسترقاق. بقي لمدة أربع سنوات، وبدأ مدرسةً للعبيد؛ لكن في غضون عام، اضطرتهم حشود من غوغاء يحملون الهراوات للانتقال أولاً من مدرسة إلى منزل فارغ، ثم إلى مطبخ صديق له، ثم توقف الطلاب في النهاية عن القدوم. مدفوعًا بالأزمة المالية في المنطقة، قرر رانكين إكمال رحلة عائلته إلى ريبلي. في ليلة 31 ديسمبر 1821-1 يناير 1822، جدّف بعائلته عابرًا بهم النهر الجليدي. في ريبلي أسس أكاديمية مشيخية للبنين، حضر فيها ذات مرة الشاب يوليسيس إس جرانت عام 1838.

## وصلات خارجية
- جون رانكين (إبطالي) على موقع فايند أغريف